# هیروتو یامامورا
هیروتو یامامورا (انگلیسی: Hiroto Yamamura؛ زادهٔ ۱۲ ژوئیهٔ ۱۹۷۴) بازیکن فوتبال اهل ژاپن است.
از باشگاه‌هایی که در آن بازی کرده‌است می‌توان به باشگاه فوتبال گامبا اوساکا اشاره کرد.